# Manidens
Manidens (il cui nome significa "dente a forma di mano") è un genere estinto di dinosauro ornitischio eterodontosauride vissuto nel Giurassico medio, circa 171-167 milioni di anni fa (Bajociano), nell'odierna Formazione Cañadon Asfalto, nella Provincia di Chubut, Argentina. L'unica specie ascritta al genere Manidens, è M. condorensis.

## Descrizione
Manidens era un eterodontosauride relativamente basale, che poteva raggiungere anche i 60-75 centimetri (24-30 pollici) di lunghezza, considerevolmente più piccolo degli heterodontosauri più evoluti. I denti dell'animale erano provvisti di corone molto alte, indicando una dieta prevalentemente erbivora. Tuttavia i denti di Manidens risultano essere privi di sfaccettature di usura, viste in forme più avanzate come Heterodontosaurus. Manidens è il sister taxon di un clade composto da specie africane come Heterodontosaurus, Abrictosaurus e Lycorhinus, il che indica un'evoluzione e proliferazione molto precoce negli heterodontosauridi.

### Filogenesi
Il seguente cladogramma mostra l'analisi filogentica condotta da Pol et al. (2011):
|  | Manidens |
|  | |
|  | \| \| Abrictosaurus \| \| \| \| \| \| BMNH A100 \| \| \| \| \| \| Heterodontosaurus \| \| \| \| \| \| Lycorhinus \| \| \| \| |
|  | |
|  | Abrictosaurus |
|  | |
|  | BMNH A100 |
|  | |
|  | Heterodontosaurus |
|  | |
|  | Lycorhinus |
|  | |

|  | Abrictosaurus     |
|  |                   |
|  | BMNH A100         |
|  |                   |
|  | Heterodontosaurus |
|  |                   |
|  | Lycorhinus        |
|  |                   |

|  | Manidens |
|  | |
|  | \| \| Abrictosaurus \| \| \| \| \| \| BMNH A100 \| \| \| \| \| \| Heterodontosaurus \| \| \| \| \| \| Lycorhinus \| \| \| \| |
|  | |
|  | Abrictosaurus |
|  | |
|  | BMNH A100 |
|  | |
|  | Heterodontosaurus |
|  | |
|  | Lycorhinus |
|  | |

|  | Abrictosaurus     |
|  |                   |
|  | BMNH A100         |
|  |                   |
|  | Heterodontosaurus |
|  |                   |
|  | Lycorhinus        |
|  |                   |

|  | Manidens |
|  | |
|  | \| \| Abrictosaurus \| \| \| \| \| \| BMNH A100 \| \| \| \| \| \| Heterodontosaurus \| \| \| \| \| \| Lycorhinus \| \| \| \| |
|  | |
|  | Abrictosaurus |
|  | |
|  | BMNH A100 |
|  | |
|  | Heterodontosaurus |
|  | |
|  | Lycorhinus |
|  | |

|  | Abrictosaurus     |
|  |                   |
|  | BMNH A100         |
|  |                   |
|  | Heterodontosaurus |
|  |                   |
|  | Lycorhinus        |
|  |                   |

|  | Manidens |
|  | |
|  | \| \| Abrictosaurus \| \| \| \| \| \| BMNH A100 \| \| \| \| \| \| Heterodontosaurus \| \| \| \| \| \| Lycorhinus \| \| \| \| |
|  | |
|  | Abrictosaurus |
|  | |
|  | BMNH A100 |
|  | |
|  | Heterodontosaurus |
|  | |
|  | Lycorhinus |
|  | |

|  | Abrictosaurus     |
|  |                   |
|  | BMNH A100         |
|  |                   |
|  | Heterodontosaurus |
|  |                   |
|  | Lycorhinus        |
|  |                   |

|  | Eocursor   |
|  |            |
|  | Genasauria |
|  |            |

|  | Manidens |
|  | |
|  | \| \| Abrictosaurus \| \| \| \| \| \| BMNH A100 \| \| \| \| \| \| Heterodontosaurus \| \| \| \| \| \| Lycorhinus \| \| \| \| |
|  | |
|  | Abrictosaurus |
|  | |
|  | BMNH A100 |
|  | |
|  | Heterodontosaurus |
|  | |
|  | Lycorhinus |
|  | |

|  | Abrictosaurus     |
|  |                   |
|  | BMNH A100         |
|  |                   |
|  | Heterodontosaurus |
|  |                   |
|  | Lycorhinus        |
|  |                   |

|  | Manidens |
|  | |
|  | \| \| Abrictosaurus \| \| \| \| \| \| BMNH A100 \| \| \| \| \| \| Heterodontosaurus \| \| \| \| \| \| Lycorhinus \| \| \| \| |
|  | |
|  | Abrictosaurus |
|  | |
|  | BMNH A100 |
|  | |
|  | Heterodontosaurus |
|  | |
|  | Lycorhinus |
|  | |

|  | Abrictosaurus     |
|  |                   |
|  | BMNH A100         |
|  |                   |
|  | Heterodontosaurus |
|  |                   |
|  | Lycorhinus        |
|  |                   |

|  | Manidens |
|  | |
|  | \| \| Abrictosaurus \| \| \| \| \| \| BMNH A100 \| \| \| \| \| \| Heterodontosaurus \| \| \| \| \| \| Lycorhinus \| \| \| \| |
|  | |
|  | Abrictosaurus |
|  | |
|  | BMNH A100 |
|  | |
|  | Heterodontosaurus |
|  | |
|  | Lycorhinus |
|  | |

|  | Abrictosaurus     |
|  |                   |
|  | BMNH A100         |
|  |                   |
|  | Heterodontosaurus |
|  |                   |
|  | Lycorhinus        |
|  |                   |

|  | Manidens |
|  | |
|  | \| \| Abrictosaurus \| \| \| \| \| \| BMNH A100 \| \| \| \| \| \| Heterodontosaurus \| \| \| \| \| \| Lycorhinus \| \| \| \| |
|  | |
|  | Abrictosaurus |
|  | |
|  | BMNH A100 |
|  | |
|  | Heterodontosaurus |
|  | |
|  | Lycorhinus |
|  | |

|  | Abrictosaurus     |
|  |                   |
|  | BMNH A100         |
|  |                   |
|  | Heterodontosaurus |
|  |                   |
|  | Lycorhinus        |
|  |                   |

|  | Eocursor   |
|  |            |
|  | Genasauria |
|  |            |

|  | Manidens |
|  | |
|  | \| \| Abrictosaurus \| \| \| \| \| \| BMNH A100 \| \| \| \| \| \| Heterodontosaurus \| \| \| \| \| \| Lycorhinus \| \| \| \| |
|  | |
|  | Abrictosaurus |
|  | |
|  | BMNH A100 |
|  | |
|  | Heterodontosaurus |
|  | |
|  | Lycorhinus |
|  | |

|  | Abrictosaurus     |
|  |                   |
|  | BMNH A100         |
|  |                   |
|  | Heterodontosaurus |
|  |                   |
|  | Lycorhinus        |
|  |                   |

|  | Manidens |
|  | |
|  | \| \| Abrictosaurus \| \| \| \| \| \| BMNH A100 \| \| \| \| \| \| Heterodontosaurus \| \| \| \| \| \| Lycorhinus \| \| \| \| |
|  | |
|  | Abrictosaurus |
|  | |
|  | BMNH A100 |
|  | |
|  | Heterodontosaurus |
|  | |
|  | Lycorhinus |
|  | |

|  | Abrictosaurus     |
|  |                   |
|  | BMNH A100         |
|  |                   |
|  | Heterodontosaurus |
|  |                   |
|  | Lycorhinus        |
|  |                   |

|  | Manidens |
|  | |
|  | \| \| Abrictosaurus \| \| \| \| \| \| BMNH A100 \| \| \| \| \| \| Heterodontosaurus \| \| \| \| \| \| Lycorhinus \| \| \| \| |
|  | |
|  | Abrictosaurus |
|  | |
|  | BMNH A100 |
|  | |
|  | Heterodontosaurus |
|  | |
|  | Lycorhinus |
|  | |

|  | Abrictosaurus     |
|  |                   |
|  | BMNH A100         |
|  |                   |
|  | Heterodontosaurus |
|  |                   |
|  | Lycorhinus        |
|  |                   |

|  | Manidens |
|  | |
|  | \| \| Abrictosaurus \| \| \| \| \| \| BMNH A100 \| \| \| \| \| \| Heterodontosaurus \| \| \| \| \| \| Lycorhinus \| \| \| \| |
|  | |
|  | Abrictosaurus |
|  | |
|  | BMNH A100 |
|  | |
|  | Heterodontosaurus |
|  | |
|  | Lycorhinus |
|  | |

|  | Abrictosaurus     |
|  |                   |
|  | BMNH A100         |
|  |                   |
|  | Heterodontosaurus |
|  |                   |
|  | Lycorhinus        |
|  |                   |

|  | Eocursor   |
|  |            |
|  | Genasauria |
|  |            |

|  | Manidens |
|  | |
|  | \| \| Abrictosaurus \| \| \| \| \| \| BMNH A100 \| \| \| \| \| \| Heterodontosaurus \| \| \| \| \| \| Lycorhinus \| \| \| \| |
|  | |
|  | Abrictosaurus |
|  | |
|  | BMNH A100 |
|  | |
|  | Heterodontosaurus |
|  | |
|  | Lycorhinus |
|  | |

|  | Abrictosaurus     |
|  |                   |
|  | BMNH A100         |
|  |                   |
|  | Heterodontosaurus |
|  |                   |
|  | Lycorhinus        |
|  |                   |

|  | Manidens |
|  | |
|  | \| \| Abrictosaurus \| \| \| \| \| \| BMNH A100 \| \| \| \| \| \| Heterodontosaurus \| \| \| \| \| \| Lycorhinus \| \| \| \| |
|  | |
|  | Abrictosaurus |
|  | |
|  | BMNH A100 |
|  | |
|  | Heterodontosaurus |
|  | |
|  | Lycorhinus |
|  | |

|  | Abrictosaurus     |
|  |                   |
|  | BMNH A100         |
|  |                   |
|  | Heterodontosaurus |
|  |                   |
|  | Lycorhinus        |
|  |                   |

|  | Manidens |
|  | |
|  | \| \| Abrictosaurus \| \| \| \| \| \| BMNH A100 \| \| \| \| \| \| Heterodontosaurus \| \| \| \| \| \| Lycorhinus \| \| \| \| |
|  | |
|  | Abrictosaurus |
|  | |
|  | BMNH A100 |
|  | |
|  | Heterodontosaurus |
|  | |
|  | Lycorhinus |
|  | |

|  | Abrictosaurus     |
|  |                   |
|  | BMNH A100         |
|  |                   |
|  | Heterodontosaurus |
|  |                   |
|  | Lycorhinus        |
|  |                   |

|  | Manidens |
|  | |
|  | \| \| Abrictosaurus \| \| \| \| \| \| BMNH A100 \| \| \| \| \| \| Heterodontosaurus \| \| \| \| \| \| Lycorhinus \| \| \| \| |
|  | |
|  | Abrictosaurus |
|  | |
|  | BMNH A100 |
|  | |
|  | Heterodontosaurus |
|  | |
|  | Lycorhinus |
|  | |

|  | Abrictosaurus     |
|  |                   |
|  | BMNH A100         |
|  |                   |
|  | Heterodontosaurus |
|  |                   |
|  | Lycorhinus        |
|  |                   |

|  | Eocursor   |
|  |            |
|  | Genasauria |
|  |            |

*Nota: Pol et al. considerano Echinodon come un genere di Heterodontosauridae.

## Storia della scoperta
L'esemplare olotipico di Manidens, MPEF-PV 3211 , è costituito da uno scheletro parziale, che comprende un teschio parziale e la mandibola, la colonna vertebrale (tranne la maggior parte della coda), la cintura scapolare sinistra e il bacino. Gli esemplari MPEF-PV 1719, 1786, 1718, 3810, 3811, sono tutti denti posteriori isolati, provenienti dalla stessa località dell'olotipo. Alcuni nuovi fossili hanno portato luce sull'anatomia delle zampe posteriori e parte della coda. I campioni sono stati trovati nella località di Queso Rallado, località della Formazione Cañadón Asfalto, risalente tra l'Aaleniano e il Bathoniano, circa 171.5-167.4 milioni di anni fa.
La scoperta della specie tipo di Manidens, Manidens condorensis, fu pubblicata sulla rivista Naturwissenschaften, nel 2011. Manidens è stato descritto da Diego Pol, Oliver Rauhut e Marcos Becerra. Il nome generico, Manidens, deriva dal latino manus ossia "mano" e dens che vuol dire "dente", in riferimento alla forma dei denti posteriori simili ad una mano. Il nome specifico, condorensis, si riferisce al paese di Cerro Cóndor, situato vicino al Queso Rallado, sito in cui il campione è stato trovato dallo zoologo Guillermo Rougier.

## Paleobiologia

### Abilità arboricole
Alcuni nuovi fossili attribuiti a Manidens, provenienti dall'Argentina, indicano che questo dinosauro potrebbe essere stato, almeno in parte, arboricolo. Il campione, una serie di ossa di entrambe le zampe posteriori e alcune vertebre della coda, indicano che il dinosauro sarebbe stato in grado di arrampicarsi sugli alberi. Le lunghe ossa delle dita possedevano dei distintivi punti di ancoraggio per i muscoli e tendini dell'alluce, indicando che l'alluce dell'animale era più corto rispetto alle altre dita, ma era ancora in grado di afferrare, come le altre dita. Confrontando le ossa del piede di Manidens, con una vasta gamma di uccelli e altri dinosauri non-avicoli, si è scoperto che i piedi di Manidens erano più simili a quelle degli uccelli che usano gli alberi come posatoi. Se fosse vero, Manidens potrebbe rappresentare il primo caso noto di dinosauro ornitischio arboricolo o parzialmente arboricolo.